# オーガスティン・シモ
オーガスティン・シモ（Augustine Simo、1978年9月18日 - ）は、カメルーンの元サッカー選手。元カメルーン代表。ポジションはミッドフィールダー。

## 来歴
1995年7月に16歳でカメルーン代表デビュー。1998 FIFAワールドカップにも出場した。カメルーン代表で15試合に出場、3得点をあげた。

## 代表歴

### 出場大会
- カメルーン代表
  - 1998 FIFAワールドカップ

### 試合数
- 国際Aマッチ 15試合 3得点（1995年-1998年）[1]

| カメルーン代表 | 国際Aマッチ | 国際Aマッチ |
| 年             | 出場        | 得点        |
| -------------- | ----------- | ----------- |
| 1995           | 2           | 1           |
| 1996           | 6           | 0           |
| 1997           | 3           | 2           |
| 1998           | 4           | 0           |
| 通算           | 15          | 3           |